# Iranoleon solus
Iranoleon solus är en insektsart som beskrevs av Hölzel 1968. Iranoleon solus ingår i släktet Iranoleon och familjen myrlejonsländor. Inga underarter finns listade i Catalogue of Life.